# Моріс де Бройль
Луі Сезар Віктор Моріс, 6й герцог Бройлі (фр. Louis-César-Victor-Maurice, 6ème duc de Broglie, Maurice de Broglie; 27 квітня 1875, Париж — 14 липня 1960, Нейї́-сюр-Сен) — французький фізик-експериментатор, старший брат відомого теоретика Луї де Бройля. Член Паризької академії наук (1924) і Французької академії (1934) Наукові роботи присвячені фізиці рентгенівського випромінювання, атомній і ядерній фізиці, фізиці космічних променів.

## Біографія
Моріс де Бройль належав до відомої аристократичної сім'ї Бройлів, представники якої упродовж декількох століть займали у Франції важливі військові та політичні посади. Його батько, Луї Альфонс Віктор, був одружений з Поліною д'Армай, внучкою наполеонівського маршала Філіпа Поля де Сегюра. Крім Моріса у них було четверо дітей. Після закінчення колежу Станіслава у Парижі в 1893 році Моріс поступив у Морську школу, де вчився до 1895 року. Протягом наступних декількох років він служив морським офіцером на канонерському човні в Бізерті, а також у складі Середземноморської ескарди. Одночасно він вивчав фізику в Тулонському і Марсельському університетах. Моріс де Бройль встановив перший безпровідний радіопередавач на кораблі французького флоту і хотів присвятити увесь свій час науці, однак під натиском сім'ї залишився на службі. Тільки в 1908 році вийшов у відставку.
Після відставки Моріс де Бройль вивчав спектроскопію під керівництвом Анрі Деляндра в обсерваторії в Медоні. Крім того, він організував невелику приватну лабораторію в своєму будинку на вулиці Шатобріана в Парижі. Тут, а також в Колеж де Франс, він вивчав іонізацію газів, рух заряджених атомів, молекул і крупніших часток диму та пилу, вимірював заряд електрона. Ця тема була предметом його докторської дисертації, яку захистив у 1908 році під керівництвом Поля Ланжевена. Після розширення своєї лабораторії Моріс отримав можливість запросити вчених і співробітників для інтенсивнішої роботи над проблемами, які їх цікавили. У 1912 році, після відкриття дифракції рентгенівських променів, він зайнявся рентгенівською спектроскопією, яка стала основною тематикою його діяльності. Він виявив іонізацію рентгенівським випромінюванням і змайстрував спектограф шляхом заміни іонізаційної камери спектрометра фотопластинкою. Незалежно від Вільяма Генрі Брегга запропонував використовувати кристал, що обертається, для вивчення рентгенівських спектрів. З його допомогою перевірив деякі результати, отримані Генрі Мозлі.
За свої досягнення в фізиці рентгенівських променів Моріс де Бройль декілька разів номінувався на Нобелівську премію з фізики. 
Моріс де Бройль брав участь в організаційній і адміністративній роботі, в роботі наукової ради з атомної енергії, був членом Морської академії і Океанографічного інституту. Він один з перших використовував камеру Вільсона у Франції. Встановив в лабораторії великий генератор Кокрофта - Волтона на 300 кВ. За допомогою камери Вільсона і великого електромагніта Академії наук досліджував космічні промені і встановив, що вони в основному складаються з позитивно заряджених частинок. В 1942 році став завідувачем кафедри загальної фізики Колеж де Франс і займав цю посаду протягом двох років.
Моріс де Бройль з 1901 року був одруженим з Камілою Берну де Роштайє. Їхня єдина дочка померла у шестирічному віці в 1911 році.
Після смерті Моріса герцогський титул, який перейшов до нього в 1906 році від батька, успадкував Луї де Бройль.
1. 1 2  Bibliothèque nationale de France BNF: платформа відкритих даних — 2011.
2. 1 2  база даних Léonore — ministère de la Culture.
3. 1 2  Deutsche Nationalbibliothek Record #1057566764 // Gemeinsame Normdatei — 2012—2016.
4. 1 2  Annuaire prosopographique : la France savante / за ред. B. Delmas, Р. Матіс — 2009.
5. ↑  SNAC — 2010.
6. ↑  база даних Léonore — ministère de la Culture.
7. 1 2 3  Académie française
8. 1 2 3  Annuaire prosopographique : la France savante / за ред. B. Delmas, Р. Матіс — 2009.
9. ↑  Académie française
10. 1 2 3 4 5 6  Чеська національна авторитетна база даних
11. ↑  Список професорів Колеж де Франс
12. ↑  Французька академія наук — 1666.
13. ↑  https://www.3af.fr/global/gene/link.php?doc_id=4106&fg=1